# Campeonato Uruguayo de Primera División 1982
El Campeonato Uruguayo 1982 fue el 78° torneo de primera división del fútbol uruguayo, correspondiente al año 1982.
El campeón fue el Club Atlético Peñarol que sumó su segundo título consecutivo, que a su vez ganó la Triple Corona al ganar la Copa Libertadores 1982 y la Copa Intercontinental 1982.

## Desarrollo

### Posiciones
| Puesto | Equipo               | Pts | PJ | PG | PE | PP | GF | GC | Dif |
| ------ | -------------------- | --- | -- | -- | -- | -- | -- | -- | --- |
| 1°     | Peñarol              | 39  | 26 | 15 | 9  | 2  | 47 | 22 | 25  |
| 2°     | Nacional             | 34  | 26 | 14 | 6  | 6  | 44 | 24 | 20  |
| 3°     | Defensor             | 34  | 26 | 13 | 8  | 5  | 49 | 35 | 14  |
| 4°     | Bella Vista          | 29  | 26 | 9  | 11 | 6  | 35 | 26 | 9   |
| 5°     | Montevideo Wanderers | 28  | 26 | 8  | 12 | 6  | 31 | 30 | 1   |
| 6°     | Sud América          | 27  | 26 | 9  | 9  | 8  | 29 | 29 | 0   |
| 7°     | Danubio              | 26  | 26 | 7  | 12 | 7  | 31 | 29 | 2   |
| 8°     | Progreso             | 24  | 26 | 9  | 6  | 11 | 27 | 29 | -2  |
| 9°     | Rampla Juniors       | 24  | 26 | 8  | 8  | 10 | 35 | 43 | -8  |
| 10°    | Cerro                | 22  | 26 | 6  | 10 | 10 | 25 | 31 | -6  |
| 11°    | Liverpool            | 22  | 26 | 7  | 8  | 11 | 16 | 24 | -8  |
| 12°    | Miramar Misiones     | 20  | 26 | 6  | 8  | 12 | 29 | 40 | -11 |
| 13°    | River Plate          | 19  | 26 | 6  | 7  | 13 | 35 | 52 | -17 |
| 14°    | Huracán Buceo        | 16  | 26 | 5  | 6  | 15 | 21 | 40 | -19 |

|  | Campeón uruguayo.             |
|  | Desciende a Segunda división. |

|                                                   |
| Uruguay                                           |
| Campeón Uruguayo 1982 Peñarol 36.to título de AUF |

## Clasificación a torneos continentales

### Liguilla Pre-Libertadores
A la Liguilla clasificaban los 6 mejores ubicados del campeonato uruguayo. En esta edición, no participó el Club Atlético Peñarol debido a que era el campeón de la Copa Libertadores 1982, por lo tanto ya estaba clasificado a la siguiente edición.
Los clasificados fueron por lo tanto, los 6 siguientes posicionados del Uruguayo: Nacional, Defensor, Bella Vista, Montevideo Wanderers, Sud América y Danubio (en ese orden).
Luego de disputada la Liguilla, los clasificados a la Libertadores 1983 (además de Peñarol) fueron Nacional y Wanderers.
| Pos. | Equipo      | Pts. | PJ | PG | PE | PP | GF | GC | Dif. |
| ---- | ----------- | ---- | -- | -- | -- | -- | -- | -- | ---- |
| 1°   | Nacional    | 8    | 5  | 4  | 0  | 1  | 7  | 2  | 5    |
| 2°   | Wanderers   | 6    | 5  | 2  | 2  | 1  | 8  | 5  | 3    |
| 3°   | Bella Vista | 5    | 5  | 1  | 3  | 1  | 5  | 4  | 1    |
| 4°   | Defensor    | 4    | 5  | 1  | 2  | 2  | 3  | 5  | -2   |
| 5°   | Sud América | 4    | 5  | 1  | 2  | 2  | 6  | 9  | -3   |
| 6°   | Danubio     | 3    | 5  | 1  | 1  | 3  | 1  | 5  | -4   |

|  | Clasifica a la Copa Libertadores 1983. |

| Uruguay                                    |
| Campeón Liguilla 1982 Nacional 1.er título |

#### Desempate por el segundo clasificado a la Copa Libertadores
|  | Wanderers | 1:1 (Penales 4:1) | Defensor |  |  |

### Equipos clasificados

#### Copa Libertadores 1983
|   | Equipo               | Clasificación como             |
| - | -------------------- | ------------------------------ |
| 1 | Peñarol              | Campeón Copa Libertadores 1982 |
| 2 | Nacional             | Campeón Liguilla 1982          |
| 3 | Montevideo Wanderers | Subcampeón Liguilla 1982       |

## Repechaje de Ascenso y Descenso
Participan 4 equipos: Liverpool de Primera División y otros 3 clasificados de Segunda División. El ganador juega en Primera División en la temporada siguiente. Pero a pesar de haber ganado el repechaje, Liverpool desciende a Segunda División, y ninguno asciende a Primera División.
| Puesto | Equipo           | Pts | PJ | PG | PE | PP | GF | GC | Dif |
| ------ | ---------------- | --- | -- | -- | -- | -- | -- | -- | --- |
| 1°     | Fénix            | 7   | 6  | 3  | 1  | 2  | 8  | 6  | 2   |
| 2°     | Liverpool        | 7   | 6  | 2  | 3  | 1  | 6  | 5  | 1   |
| 3°     | El Tanque Sisley | 6   | 6  | 2  | 2  | 2  | 6  | 3  | 3   |
| 4°     | Racing           | 4   | 6  | 1  | 2  | 3  | 4  | 8  | -4  |

### Desempate por el ascenso y descenso
|  | Liverpool | 2:0     | Fénix |  |  |
|  |           | Reporte |       |  |  |